# Mildrette Netter
Mildrette Netter (ur. 16 czerwca 1948 w Greenview) – amerykańska lekkoatletka specjalizująca się w biegach sprinterskich, złota medalistka letnich igrzysk olimpijskich w Meksyku (1968) w sztafecie 4 × 100 metrów.

## Sukcesy sportowe
| Rok  | Miasto    | Zawody    | Konkurencja        | Wynik       |
| ---- | --------- | --------- | ------------------ | ----------- |
| 1968 | Meksyk    | olimpiada | sztafeta 4 × 100 m | złoty medal |
| 1972 | Monachium | olimpiada | sztafeta 4 × 100 m | 4. miejsce  |

## Rekordy życiowe
- bieg na 100 metrów – 11,3 – 1968
- bieg na 200 metrów – 23,9 – 1969